# الكحول والسرطان

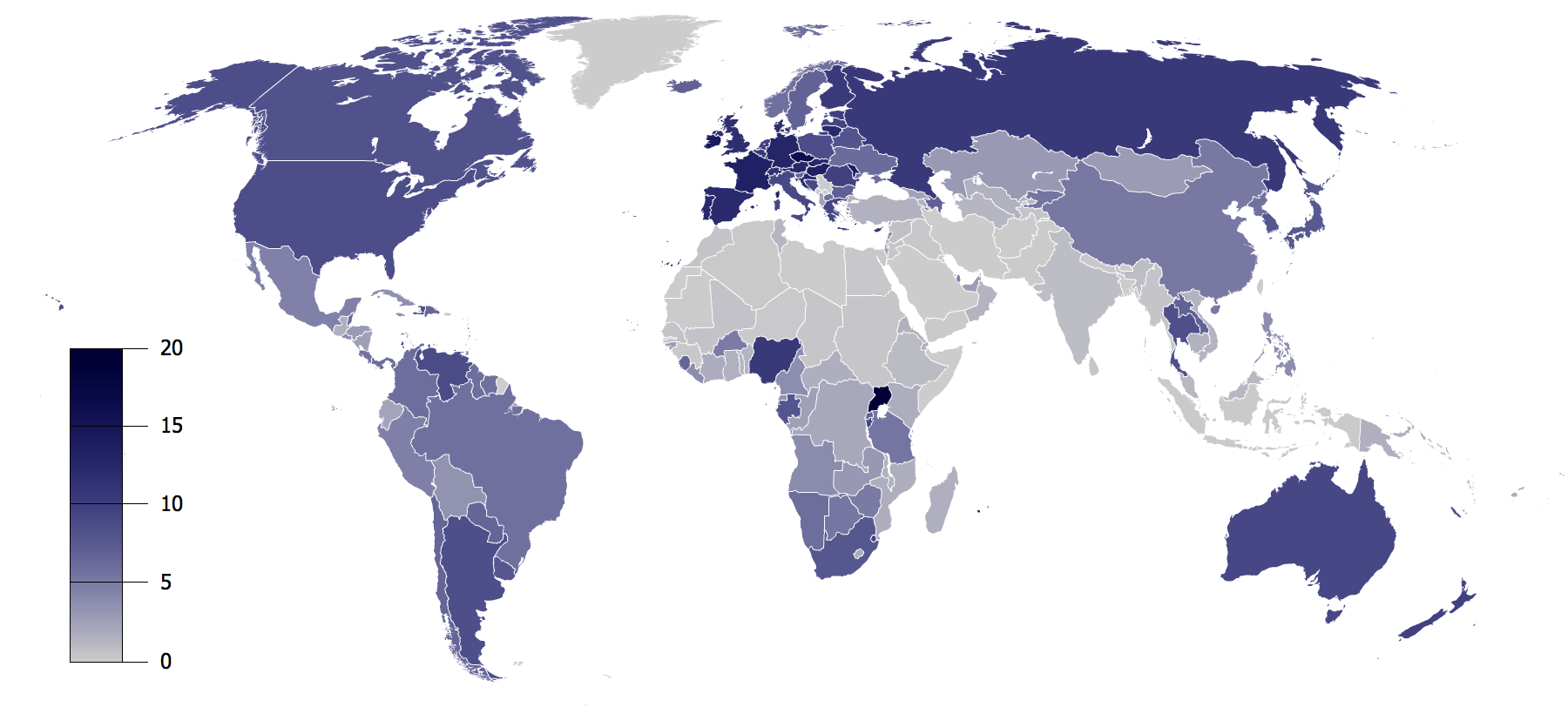
استهلاك الفرد من الكحول (25+) لتر من الكحول النقي.

تصنف الوكالة الدولية لبحوث السرطان المشروبات الكحولية مسرطنة (مسرطنة للبشر). حيث تصنف المشروبات الكحولية  كسبب لسرطان  الثدي، القولون، الحنجرة، الكبد، المريء، تجويف الفم والبلعوم، وسبب محتمل لسرطان البنكرياس.
3.6% من جميع حالات السرطان و 3.5% من الوفيات الناجمة عن السرطان في جميع أنحاء العالم تعزى إلى استهلاك الكحول.

## الوفيات من الأورام ذات الصلة بالكحول
أستراليا: في دراسة أجريت عام 2009 وجد أن 2,100 من الأستراليين يموتون من سرطان له علاقة ياستخدام الكحول كل عام.
أوروبا: في دراسة عام 2011 وجدت  أن واحدا من كل 10 من جميع أنواع السرطان في الرجال وواحدة في 33 في النساء سببها الماضي أو الحالي تناول الكحول.

## الكحول كمادة مسرطنة
الوكالة الدولية لبحوث السرطان في  منظمة الصحة العالمية صنفت الكحول باعتباره مجموعة  مسرطنة 1. حيث تقول «هناك أدلة كافية على التسرطن من المشروبات الكحولية في البشر. ...المشروبات الكحولية هي مادة مسرطنة للبشر (المجموعة 1).»

## الآليات

### الأسيتالديهيد
الأسيتالديهيد ينتجها الكبد نتيجة تكسير الإيثانول. الكبد عادة يقضي على 99% من الأسيتالديهيد. الكبد المتوسط يمكنه معالجة 7 غرام من الإيثانول في الساعة. على سبيل المثال، إنه يأخذ 12 ساعة للقضاء على الإيثانول في زجاجة من النبيذ، وبالتالي يعطي 12 ساعة أو أكثر من التعرض للأسيتالديهيد.
دراسة علي 818 من الذين يقلون في الشراب  وجدت أن أولئك الذين يتعرضون أكثر للأسيتالديهيد من المعتاد نتيجة وجود خلل في الجين النازع للهيدروجين من الكحول هم في خطر زائد للإصابة بسرطانات الجزء العلوي من الجهاز الهضمي والكبد.
وهناك العديد من الصلات بين شرب الكحول وأنواع مختلفة من السرطان. البيانات من 2009 تشير ان 3.5 في المئة من وفيات السرطان في الولايات المتحدة كانت بسبب استهلاك الكحول.
في مراجعة، يبين بوشل وسيتز قائمة بعض الآليات الممكنة من للكحول كمادة مسرطنة:
- آثار الكحول الموضعية
- التمثيل الغذائي للأسيتالديهيد
- نقص التغذية
- التفاعلات مع الرتينويدات
- الكحول والميثيل
- الكحول والمناعة

الأفراد الذين يدخنون ويشربون هم في خطر أعلى بكثير للحصول علي سرطان الفم، القصبة الهوائية، والمريء. وقد أظهرت الأبحاث خطر تطوير هذه السرطانات 35 ضعف لدى الأشخاص الذين لا يدخنون ولا يشربون. هذه أدلة قد تشير إلى أن هناك تفاعل مسرطن بين الكحول والتبغ المسرطنة.

### التأثير مسرطن للإيثانول
خطر الإصابة بالسرطان المرتبط باستهلاك الكحول أعلى في الأنسجة التي على اتصال بابتلاع الكحول، مثل تجويف الفم والبلعوم والمريء. وبالرغم من ان الإيثانول ليس محدث للطفرات ومعظم نواتج الايثانول المسرطنة من الايض تنتج في الكبد، فانه ليس واضحا لماذا استخدام الكحول يصدر تأثير مسرطن موضعي. ومن المعروف جيدا أن الإيثانول يسبب موت الخلية عند التركيزات الموجودة في المشروبات الكحولية. بعض الخلايا لها القدرة علي البقاء على قيد الحياة عند تعرض ساعة واحدة إلى 5-10% إيثانول أو تعرض لفترة 15 ثانية إلى 30-40 ٪ إيثانول. ومع ذلك، نظراً الي ان الخلايا الميتة لا يمكن أن تؤدي إلى السرطان، فانه يتم تجاهل سمية الإيثانول كآلية يمكن من خلالها زيادة خطر الكحول للإصابة بهذا المرض. ولكن الأدلة الأخيرة تشير إلى أن تأثير الإيثانول السام للخلايا على خلايا بطانة تجويف الفم والبلعوم والمريء يؤدي إلى تنشيط انقسام الخلايا الجذعية الموجودة في طبقات أعمق من الغشاء المخاطي لتحل محل الخلايا الميتة. في كل مرة تنقسم الخلايا الجذعية، تصبح معرضة للأخطاء المرتبطة بانقسام الخلايا (مثل الطفرات التي تنشأ أثناء تضاعف الحمض النووي والتعديلات في الكروموسومات التي تحدث خلال الانقسام) وأيضا تصبح معرضة بشدة لعوامل تضر بالحمض النووي (مثل الاسيتالديهيد والتبغ). ربما استهلاك الكحول يزيد من خطر الإصابة بسرطان تجويف الفم والبلعوم والمريء عن طريق تعزيز تراكم انقسامات الخلية في الخلايا الجذعية التي تحافظ على هذه الأنسجة في التوازن. نظراً لأن النشاط السام للإيثانول علي الخلايا يعتمد على التركيز، فان خطر هذه السرطانات لن يزيد مع مقادير متزايدة من الإيثانول، ولكن أيضا مع زيادة التركيزات؛ كوبمن  الويسكي ربما يكون  مسرطنا أكثر عندما يؤخذ مخففا من عندما يؤخذ مختلطا مع المشروبات غير الكحولية. 

### تحول الخلايا والانسجة
وجدت الدراسة أن الكحول يحفز تحول النسيج الطلائي الي نسيج متوسط (EMT) والذي فيه الخلايا السرطانية العادية تغيير الي شكل أكثر عدوانية وتبدأ في الانتشار في جميع أنحاء الجسم.

### تأثير الكحول على تقدم السرطان الموجود بالفعل
دراسة تأثير تناول الكحول على نمو الورم في  سرطان الخلايا الكبدية (HCC) في المرضى الذين يعانون من تليف الكبد النوع C ، وجد أن الكحول يؤثر على وقت مضاعفة حجم الورم.
دراسة الأجنة تشير إلى أن الكحول يحفز نمو الورم عن طريق تأجيج إنتاج عامل النمو الذي يحفز تنمية الأوعية الدموية في الأورام. في عام 2006 دراسة على الفئران أظهرت ان الشرب المعتدل أدى إلى أكبر وأقوى الأورام عن طريق عملية تعرف باسم توليد الأوعية

## العوامل الخطرة لانواع معينة من السرطان

### سرطان الفم والمريء والبلعوم والحنجرة

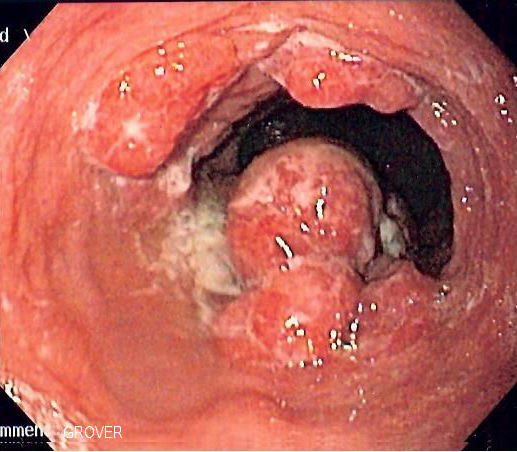
صورة لمريض بالمنظارمع سرطان المريء

الكحول هو عامل خطر لسرطان الفم، المريء، البلعوم والحنجرة. المعهد الوطني للسرطان في الولايات المتحدة "شرب الكحول يزيد من خطر سرطان الفم والمريء والبلعوم والحنجرة والكبد في الرجال والنساء، هذه المخاطر تزيد بعد مشروب واحد  يوميا للنساء واثنين من المشروبات اليومية للرجال. (الشراب يقدر بـ 12 أوقية من البيرة العادية، أو 5 أوقيات من النبيذ.) ... أيضا، استخدام الكحول مع التبغ هو أكثر خطورة من استخدام أي واحد علي حدي، لأن ذلك يزيد من فرص الإصابة بسرطانات الفم والحلق والمريء."

### سرطان الثدي

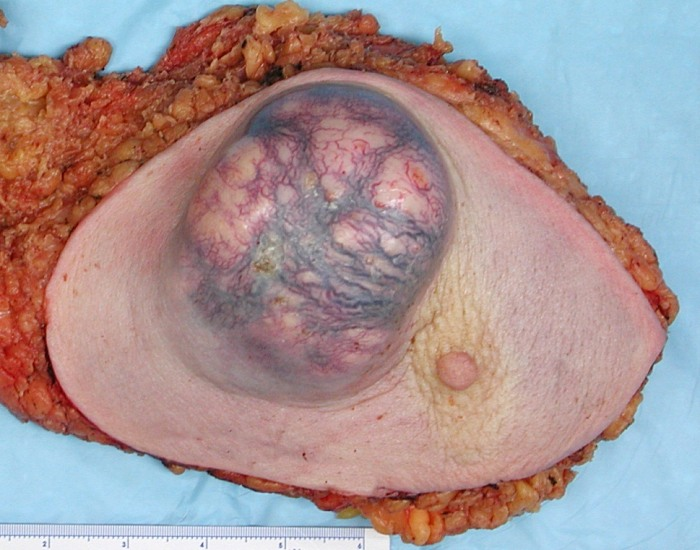
استئصال الثدي عينة تحتوي على مجموعة كبيرة جدا من سرطان الثدي (في هذه الحالة الغازية سرطان الأقنية).

الكحول هو عامل خطر لسرطان الثدي في النساء.
شرب المرأة بمعدل وحدتين من الكحول يوميا يكون 8%  اعلي خطورة للإصابة بسرطان الثدي من امرأة تشرب متوسط وحدة واحدة من الكحول في اليوم الواحد. دراسة خلصت إلى أن كل شرب إضافي يستهلك بانتظام يوميا فانه يزيد حالات الإصابة بسرطان الثدي بنسبة 11 لكل 1000. ما يقرب من 6% (ما بين 3.2% و 8.8%) من سرطانات الثدي التي وجدت في المملكة المتحدة كل عام يمكن منعها إذا انخفض معدل الشرب إلى مستوى منخفض جدا (أي أقل من 1 وحدة/أسبوع). استهلاك المشروبات الكحولية المتوسط الي الثقيل (على الأقل ثلاث إلى أربع مشروبات في الأسبوع) يؤدي الي 1.3 أضعاف زيادة خطر تكرار الإصابة بسرطان الثدي.

### سرطان القولون والمستقيم

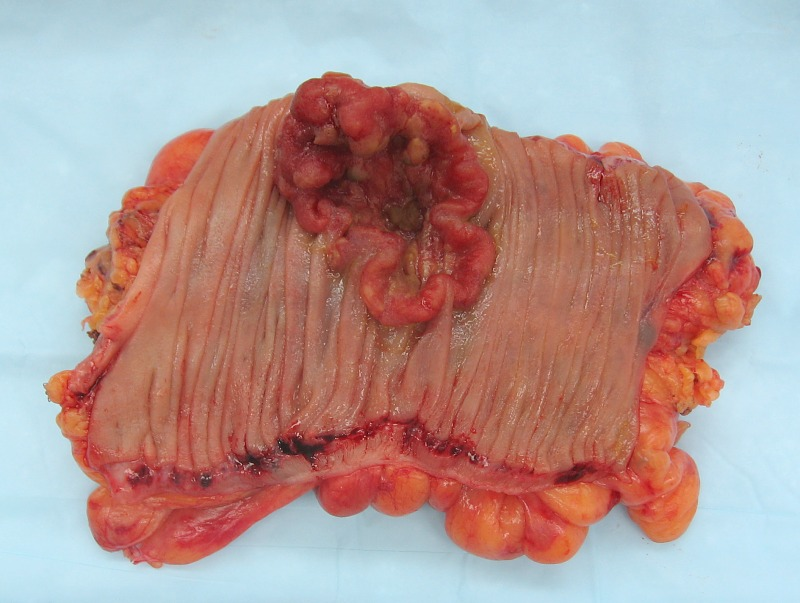
استئصال القولون العينة تحتوي الغازية سرطان القولون والمستقيم (مثل فوهة، المحمر، غير منتظم على شكل ورم).

الشرب قد يكون سببا في ظهور سرطان القولون والمستقيم. الدليل على أن الكحول هو سبب سرطان القولون هو مقنع في الرجال ومحتمل في النساء.
المعاهد الوطنية للصحة، المعهد الوطني للسرطان، أبحاث السرطان، جمعية السرطان الأمريكية،   مايو كلينيك،   تحالف سرطان القولون والمستقيم، الجمعية الأمريكية لعلم الأورام السريرية ادرجت الكحول كعامل خطر.

### سرطان الكبد

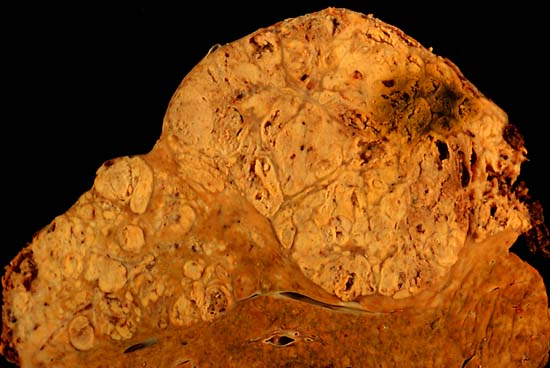
سرطان الكبد في فرد كان ذلك التهاب الكبد C إيجابية. تشريح العينة.

الكحول هو عامل خطر لسرطان الكبد عن طريق التليف الكبدي. «التليف ينتج من تشكيل ندبة داخل الكبد غالبا تكون بسبب استخدام الكحول المزمن.»
«ما يقرب من 5 في المئة من الناس الذين يعانون من تليف الكبد يصابون بسرطان الكبد. تليف الكبد هو مرض يحدث عندما يتم استبدال خلايا الكبد بندبة بعد الأضرار الناجمة عن تعاطي الكحول...»
في الولايات المتحدة، سرطان الكبد هو غير  شائع نسبيا حيث يصيب حوالي 2 نسمة لكل  100000،  ولكن الإفراط في استهلاك الكحول يرتبط إلى ما يصل إلى 36% من هذه الحالات في التحاليل والفحوصات "عموما، 61% من سرطان الكبد تعزى إلى فيروس التهاب الكبد C  
, 13% إلى فيروس التهاب الكبد B و 18% إلى شرب الكحول."

### سرطان الرئة
تناول الكحول أكثر من مشروبين يوميا يؤدي الي زيادة خطر الإصابة بسرطان الرئة.

### سرطان الجلد
تناول كمية كبيرة من الكحول يرتبط مع حدوث  سرطان الجلد الخبيث.

### سرطان المعدة
لا يوجد دليل قاطع ان الكحول يسبب سرطان المعدة ومع ذلك، فإن نتائج  ثلاث دراسات على الأقل  تشير إلى أن الاستهلاك الثقيل للكحول قد يزيد من خطر الإصابة بسرطان المعدة في المدخنين الشرهين."

### استهلاك 50g أو أكثر في اليوم يزيد الخطر

#### سرطان بطانة الرحم

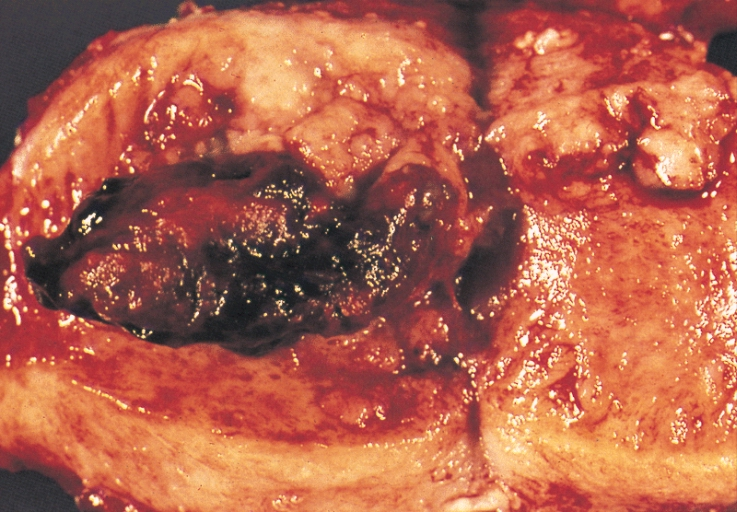
وهي بطانة الرحم غدية الغازية عضلة الرحم.

الكحول قد تم تحديده على أنه عامل خطر سرطان بطانة الرحم. االا ان البيانات عن ارتباط  تناول الكحول وسرطان بطانة الرحم ما تزال متضاربة. حيث توجد بيانات تشير ان تناول الكحول المنخفض، (أقل من كأسين في اليوم الواحد) لا يرتبط مع زيادة الخطر ولكن الارتباط يكون مع التناول الثقيل للكحول. «نتائجنا تشير إلى أن فقط استهلاك الكحول الذي  يعادل 2 أو أكثر من المشروبات يوميا يزيد من خطر سرطان بطانة الرحم في النساء بعد سن اليأس.» «وفي الختام، فإن النتائج تشير إلى أن انخفاض استهلاك الكحول (مشروب واحد في اليوم الواحد) من غير المرجح أن تؤثر بشكل كبير على خطر الإصابة بسرطان بطانة الرحم.»

#### سرطان المرارة
الكحول قد اقترح كعامل خطر سرطان المرارة. وتشير الأدلة إلى أن تناول كميات كبيرة من الكحول يرتبط مع سرطان المرارة. الرجال قد تكون في خطر أعلى للإصابة بسرطان المرارة من النساء.

#### سرطان المبيض
«وهكذا، فإن نتائج هذه الدراسة تشير إلى أن نسبيا  تناول الكحول المرتفع (من 40 غرام في اليوم الواحد أو أكثر) قد يسبب زيادة  مخاطر الإصابة بسرطان المبيض.». «كما عثر أيضا علي ارتباط بين استهلاك الكحول وسرطان المبيض وسرطان البروستاتا، ولكن فقط إذا كان 50 غرام و 100 غرام في اليوم.»

#### سرطان البروستاتا
«البيانات أظهرت  ضعف الرابطة بين تناول الكحول وخطر الإصابة بسرطان البروستاتا، ولا يوجد أي ارتباط على الإطلاق بين النبيذ الأحمر وخطر الإصابة بسرطان البروستاتا.»
تحليل  نشرت في عام 2001 وجدت  زيادة صغيرة في خطر  شرب أكثر من 50 غرام/يوم من الكحول علي الرجال، مع ارتفاع طفيف في الخطر على الرجال الذين يستهلكون أكثر من 100 جم/يوم. ومنذ ذلك التحليل، دراسات في أمريكا وجدت زيادة المخاطر بالنسبة للرجال الذين  يشربون كميات معتدلة من المشروبات الروحية، ولكن الاستهلاك المعتدل من البيرة أو النبيذ لم تكن مرتبطة بزيادة الخطر.

#### سرطان الأمعاء الدقيقة

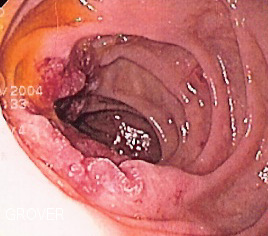
صورة بالمنظار لسرطان في الاثني عشر.

دراسة مرضي سرطان الأمعاء الدقيقة  ذكرت أن استهلاك الكحول كان مرتبطا مع وجد السرطان.
«في الرجال والنساء هناك 3 أضعاف في زيادة خطر الإصابة في من يشربون بكثرة (80+جرام من الإيثانول/يوم) مقارتة مع من يعتدلون ف الشرب أو لا يشربون.»

### الأدلة مختلطة

#### سرطان الدم
تناول الكحول أثناء الحمل قد يرتبط مع سرطان الدم في مرحلة الطفولة. مراجعة نشرت من قبل المعهد الوطني للسرطان وضعت الأمهات في استهلاك الكحول أثناء الحمل في فئة «مقترح» لكنها خلصت إلى أن المخاطر ليست مهمة.
سرطان الدم الليمفاوي الحاد (ALL)
استهلاك الأمهات للكحول خلال فترة الحمل هو «من المرجح أن يكون عامل خطر مهم لوجود سرطان الدم الليمفاوي ف الأطفال»
سرطان الدم النخاعي الحاد (AML)
سرطان الدم النخاغي الحاد في الأطفال
«ثلاثة دراسات افادت ان هناك زيادة في الخطر (حوالي 1.5-2 ضعف) في الأمهات الذين يشربون المشروبات الكحولية خلال فترة الحمل. هذه العلاقة كانت واضحا خاصة في الأطفال الذين تم تشخيصهم أصغر من ثلاث سنوات من العمر.». «استهلاك الأمهات من الكحول أثناء الحمل يزيد من مخاطر الإصابة بسرطان الدم.»
سرطان الدم الحاد غير الليمفاوي (ANLL)
وجدت الدراسة أن التعرض داخل الرحم للكحول يضاعف خطر الإصابة.
سرطان الدم الليمفاوي المزمن (CLL)
دراسة تقول: «لم تظهر علاقة واضحة بين تناول الكحول وحطر الإصابة بسرطان الدم  الا ان هناك علاقة مرجحة بين زيادة جرعة الكحول والإصابة بالسرطان.»
سرطان الدم النخاعي المزمن (CML)
دراسة في إيطاليا وجدت رابطة غير مهمة بين الشرب وسرطان الدم النخاعي المزمن.

#### المايلوما المتعددة (MM)
الكحول قد اقترح كسبب ممكن للورم النخاعي المتعدد، على الرغم من أن دراسة اوضحت انه لا علاقة توجد  بين MM في مقارنة بين من يشربون ومن لا يشربون.

#### سرطان البنكرياس
بينما هناك علاقة موجودة  بين تعاطي الكحول والتهاب البنكرياس الا ان الارتباط بين استهلاك الكحول وسرطان البنكرياس هو أقل وضوحا. عموما الأدلة تشير إلى زيادة طفيفة في خطر الإصابة بسرطان البنكرياس المزمن مع استهلاك الكحول الثقيل ولكن تبقى الأدلة المتعارضة مع عدد من الدراسات التي لم تعثر علي أي علاقة., ولكن لا زيادة في الخطر على الناس الذين يستهلكون ما يصل إلى 30 غراما من الكحول يوميا
وعموما، فإن العلافة ضعيفة ومعظم الدراسات لم تجد أي علاقة. على الرغم من أن شرب الكحول بشكل مفرط هو سبب رئيسي من أسباب التهاب البنكرياس المزمن، والذي بدوره يهيئ إلى سرطان البنكرياس، الا ان التهاب البنكرياس المزمن الذي يرتبط باستهلاك الكحول هو اقل في الإصابة بسرطان البنكرياس من الأنواع الأخرى من التهاب البنكرياس المزمن.
بعض الدراسات تشير إلى علاقة،  خطر متزايد مع زيادة كمية الكحول المتناولة. الخطر الأعظم في من يشربون بكثرة، في الغالب  أربعة أو أكثر من المشروبات يوميا. يبدو أنه ليس هناك أي زيادة في خطر الإصابة الناس تستهلك ما يصل إلى 30 غراما من الكحول في اليوم، وهو ما يقارب  2 من المشروبات الكحولية في اليوم، لذلك معظم الناس الذين يتناولون الكحول بفعلون ذلك على مستوى «ربما لا يكون عامل خطر لسرطان البنكرياس».

### لا يشتبه في أنها تزيد الخطر
يسرد هذا المقطع أنواع السرطان حيث الكحول ليست مدرجا كعامل خطر .

#### سرطان القنوات الصفراوية
وجد أنه لا يوجد ارتباط بين استخدام الكحول وسرطان القنوات الصفراوية.

#### سرطان المثانة
«البيانات على شرب الكحول وسرطان المثانة تشير انه لا يوجد أي ارتباط، على الرغم من أن النتائج ليست دائما متسقة. الزيادة  في الخطر التي  لوحظت في بعض التحاليل قد تعزى الي الالتباس بسبب التدخين، أو إلى وجود ارتباط بين الكحول، القهوة، ولم يتم التعرف بعد على عوامل خطر سرطان المثانة.»

#### سرطان عنق الرحم
دراسة خلصت إلى «أن  النساء اللتي يشربن الكحول هم في خطر كبير للإصابة بسرطان عنق الرحم» ولكن يعزى هذا الي أسباب غير مباشرة المرتبطة بنمط الحياة.

#### سرطان الخصية
مراجعة خلصت إلى أنه «لا يوجد دليل قاطع على علاقة سببية بين (التبغ والكحول واتباع نظام غذائي) وسرطان الخصية.»

#### سرطان الغدة الدرقية
في عام 2009 مراجعة وجدت أن تناول الكحول لا يؤثر على خطر الإصابة بسرطان الغدة الدرقية. ومع ذلك، في عام 2009 دراسة علي 490,000 من الرجال والنساء خلصت إلى أن الكحول قد يقلل من خطر الإصابة بسرطان الغدة الدرقية. في عام 2009 دراسة علي  1,280,296من  النساء في المملكة المتحدة اوضحت ان "هناك انخفاض في خطر سرطان الغدة الدرقية مع تناول الكحول تتفق مع نتائج بعض الدراسات . 

#### سرطان المهبل
وجدت دراسة دنماركية أن «الامتناع عن استهلاك الكحول كان مرتبطا مع انخفاض خطر لكل من سرطان المهبل والفرج.»

### قد تقلل من الخطر

#### ليمفوما هودجكن (HL)
دراسة خلصت إلى أن «نتائج دراسة علي النطاق الأوروبي  ... وجدت تأثير واقي للكحول على الإصابة بالليمفوما اللاهودجيكينية  للرجال في غير بلدان البحر الأبيض المتوسط.»  دراسة في ألمانيا وجدت أن الكحول يخفض خطر ليمفوما هودجكن للرجال والنساء على حد سواء ولكن أكثر بالنسبة للرجال الذين انخفضت المخاطر لهم بنسبة 53%.
دراسة في إيطاليا ذكرت تأثير وقائي لاستهلاك الكحول على خطر ليمفوما هودجكن بين غير المدخنين.

#### سرطان الكلى  (RCC)
"الاستهلاك المعتدل للكحول كان مرتبطا مع انخفاض خطر سرطان الخلايا الكلوية بين النساء والرجال في هذا التحليل المشترك" "هذه التحاليل وجدت علاقة عكسية بين شرب الكحول وسرطان الكلي<

#### الليمفوما اللا هودجيكينية (NHL)
دراسة خلصت إلى أن «الأشخاص الذين يشربون المشروبات الكحولية قد يكون لهم خطرا أقل للإصابة باللمفوما اللا هودجيكينية من أولئك الذين لا يشربون، هذا الخطر قد يختلف علي النوع.» «مقارنة مع غير المدمنين على الكحول المستهلكين للكجول لديهم انخفاض في خطر الإصابة.»